# Elezioni parlamentari in Nepal del 2022
Le elezioni parlamentari in Nepal del 2022 si sono svolte il 20 novembre per il rinnovo della Pratinidhi Sabha, la camera bassa del parlamento del paese.
Esse, sebbene abbiano visto la vittoria relativa del Partito del Congresso Nepalese (NC), giunto primo con 89 seggi a discapito del Partito Comunista del Nepal (marxista-leninista unificato) (CPN (UML)), giunto invece secondo, in affanno, con 78 seggi e del Partito Comunista del Nepal (centro maoista) (CPN (MC)), giunti terzo con 32 seggi, hanno altresì visto in contemporanea l’ascesa di nuovi partiti, complice la stanchezza dell’elettorato nei confronti della classe dirigente, come il Partito Rastriya Swatantra (RSP) di centro, che ha ottenuto ben 20 seggi, e il Partito Democratico Nazionale (RPP) di destra, che ha invece ottenuto 14 seggi. In aggiunta, in questo contesto delineatosi presto come fautore di instabilità politica, altresì rilevanti sono stati la grave perdita di consensi del Partito Popolare Socialista (PSP), giunto a soli 12 seggi, e l’ingresso nella scena parlamentare, al contempo, di varie formazioni politiche, tra cui il Partito Comunista del Nepal (unificato socialista) (CPN (US)), con 10 seggi, ed il Partito Janamat (JP), con 6 seggi, nonché di altre minori e marginalizzate.

## Sistema elettorale
Per le elezioni della Pratinidhi Sabha (la camera bassa del Parlamento e l’unica ad essere direttamente eletta dai cittadini), la legge elettorale nepalese prevede, in attuazione dei princìpi costituzionali (Art. 84, § 1), l’applicazione di un sistema elettorale misto, basato su due metodi di voto paralleli. Difatti:
- 165 seggi su 275 sono eletti secondo il sistema maggioritario secco in altrettanti collegi uninominali;
- I restanti 110 seggi, invece, sono eletti secondo il sistema proporzionale in un collegio unico nazionale. In questo caso, è dunque prevista una soglia di sbarramento del 3%, calcolata sui voti validi, ed una successiva traduzione delle preferenze secondo il metodo Sainte-Laguë.[8]

## Risultati
| Liste                                                                                        | Proporzionale | Proporzionale | Proporzionale | Maggioritario | Maggioritario | Maggioritario | Totale seggi |  |
| Liste                                                                                        | Voti          | %             | Seggi         | Voti          | %             | Seggi         | Totale seggi |  |
| -------------------------------------------------------------------------------------------- | ------------- | ------------- | ------------- | ------------- | ------------- | ------------- | ------------ |  |
| Partito Comunista del Nepal (marxista-leninista unificato) (CPN (UML))                       | 2 845 641     | 26,95         | 34            | 3 233 567     | 30,83         | 44            | 78           |  |
| Partito del Congresso Nepalese (NC)                                                          | 2 715 225     | 25,71         | 32            | 2 431 907     | 23,19         | 57            | 89           |  |
| Partito Comunista del Nepal (centro maoista) - Partito Socialista del Nepal (CPN (MC) - NSP) | 1 175 684     | 11,13         | 14            | 982 826       | 9,37          | 18            | 32           |  |
| Partito Rastriya Swatantra (RSP)                                                             | 1 130 344     | 10,70         | 13            | 815 023       | 7,77          | 7             | 20           |  |
| Partito Democratico Nazionale (RPP)                                                          | 588 849       | 5,58          | 7             | 549 340       | 5,24          | 7             | 14           |  |
| Partito Popolare Socialista del Nepal (PSP-N)                                                | 421 314       | 3,99          | 5             | 379 337       | 3,62          | 7             | 12           |  |
| Partito Janamat (JP)                                                                         | 394 655       | 3,74          | 5             | 292 554       | 2,79          | 1             | 6            |  |
| Partito Comunista del Nepal (unificato socialista) (CPN (US))                                | 298 391       | 2,83          | —             | 436 020       | 4,16          | 10            | 10           |  |
| Partito Nagrik Unmukti (NUP)                                                                 | 271 722       | 2,57          | —             | 172 205       | 1,64          | 3             | 3            |  |
| Partito Loktantrik Samajwadi (LSP-N)                                                         | 167 367       | 1,58          | —             | 169 692       | 1,62          | 4             | 4            |  |
| Partito dei Lavoratori e dei Contadini Nepalese (NWPP)                                       | 75 168        | 0,71          | —             | 71 567        | 0,68          | 1             | 1            |  |
| Partito Hamro Nepali (HNP)                                                                   | 55 743        | 0,53          | —             | 57 077        | 0,54          | —             | —            |  |
| Organizzazione Nazionale Mongola (MNO)                                                       | 49 000        | 0,46          | —             | 42 892        | 0,41          | —             | —            |  |
| Rastriya Janamorcha (RJ)                                                                     | 46 504        | 0,44          | —             | 57 278        | 0,55          | 1             | 1            |  |
| Indipendenti (IND)                                                                           | 0             | 0,00          | —             | 584 629       | 5,57          | 5             | 5            |  |
| Altri (<0,40% P. - <0,10% M.)                                                                | 352 083       | 3,33          | —             | 112 078       | 1,07          | —             | —            |  |
| Totale                                                                                       | 10 560 082    | 100           | 110           | 10 487 961    | 100           | 165           | 275          |  |
|                                                                                              |               |               |               |               |               |               |              |  |
| Schede nulle                                                                                 | 566 144       | 5,09          |               | 559 076       | 5,06          |               |              |  |
| Votanti                                                                                      | 11 126 226    | 61,85         |               | 11 047 037    | 61,41         |               |              |  |
| Elettori                                                                                     | 17 988 570    |               |               | 17 988 570    |               |               |              |  |

| Riepilogo dei seggi | Riepilogo dei seggi | Riepilogo dei seggi | Riepilogo dei seggi | Riepilogo dei seggi | Riepilogo dei seggi | Riepilogo dei seggi |
| ------------------- | ------------------- | ------------------- | ------------------- | ------------------- | ------------------- | ------------------- |
|                     |                     |                     |                     |                     |                     |                     |
| RJ                  | 1                   | ━                   |                     | NWPP                | 1                   | ━                   |
| CPN (MC)            | 32                  | ▼ 21                |                     | CPN (US)            | 10                  | Nuovo               |
| CPN (UML)           | 78                  | ▼ 43                |                     | PSP-N               | 12                  | ▼ 22                |
| NUP                 | 3                   | Nuovo               |                     | LSP-N               | 4                   | Nuovo               |
| JP                  | 6                   | Nuovo               |                     | NC                  | 89                  | ▲ 26                |
| IND                 | 5                   | ▲ 4                 |                     | RSP                 | 20                  | Nuovo               |
| RPP                 | 14                  | ▲ 13                |                     |                     |                     |                     |